# Salmo 54

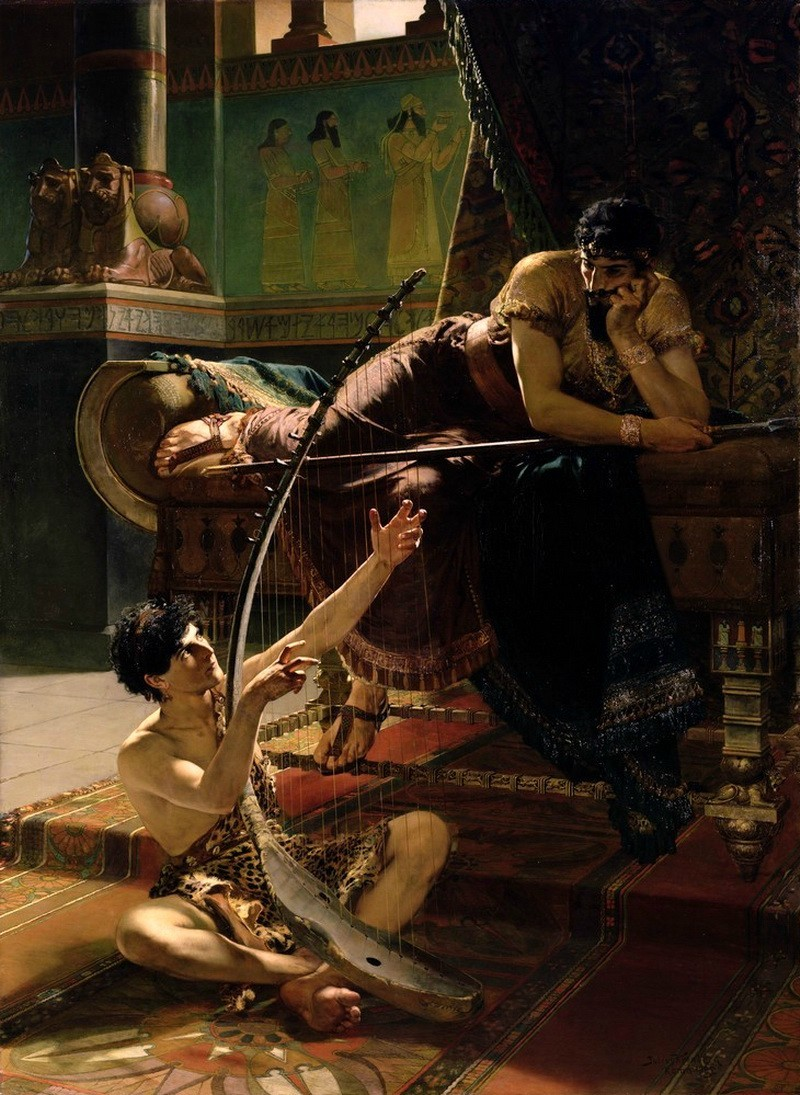
Davide e Saul, dipinto di Julius Kronberg del 1885.

Il salmo 54 (53 secondo la numerazione greca) costituisce il cinquantaquattresimo capitolo del Libro dei salmi.
È tradizionalmente attribuito al re Davide. È utilizzato dalla Chiesa cattolica nella liturgia delle ore.